# Pseudorabdion saravacense
Pseudorabdion saravacense är en ormart som beskrevs av Shelford 1901. Pseudorabdion saravacense ingår i släktet Pseudorabdion och familjen snokar. IUCN kategoriserar arten globalt som livskraftig. Inga underarter finns listade i Catalogue of Life.
Arten förekommer på Borneo. Den hittades bland annat i kulliga områden vid 300 meter över havet i fuktiga skogar. Ormen lever främst underjordisk.